# 香港政府WiFi通

香港政府WiFi通標誌

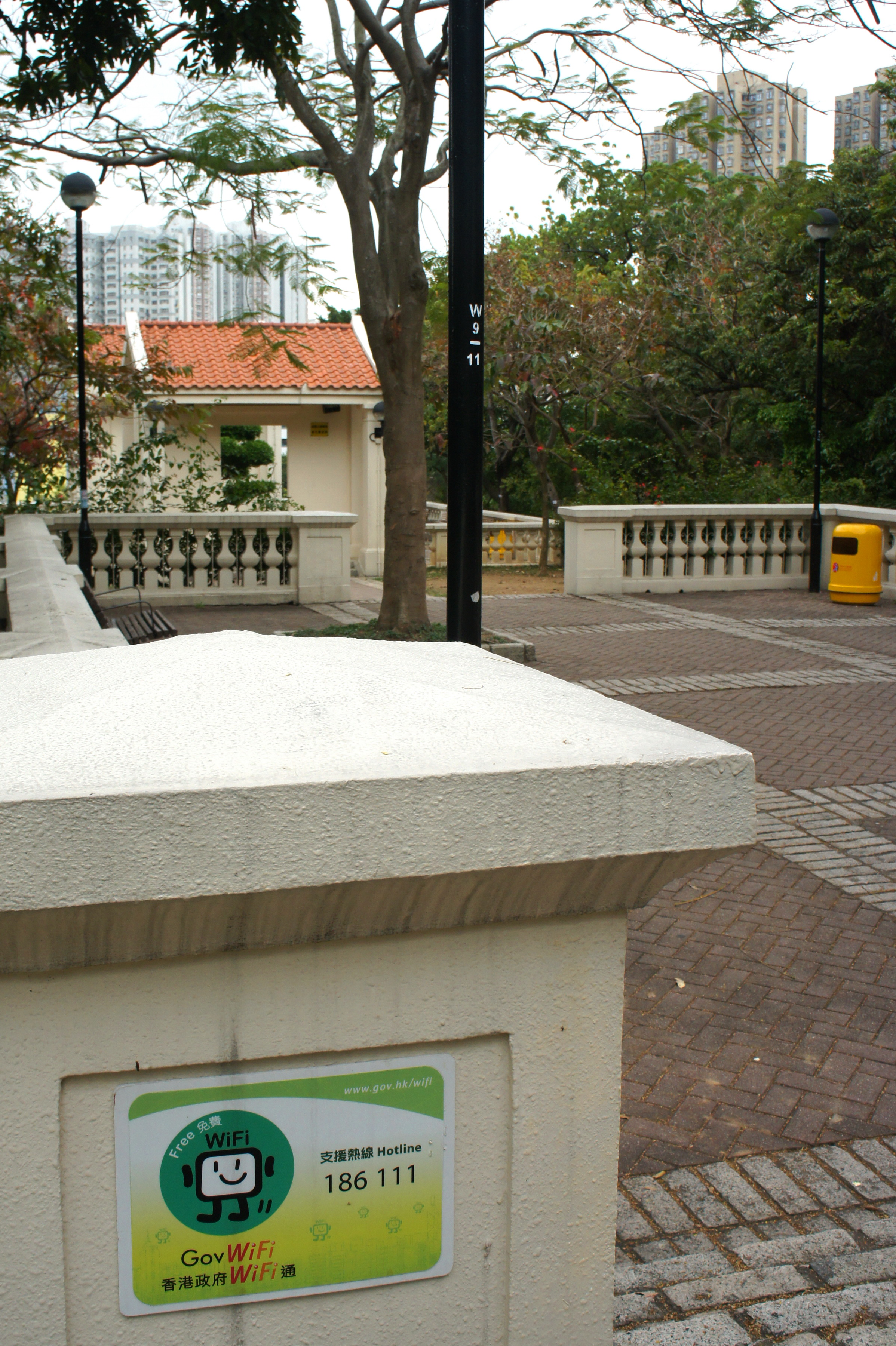
在青衣公園觀景台的香港政府WiFi通標誌，顯示該範圍設有無線網絡。

香港政府WiFi通（GovWiFi）是香港特別行政區政府政府資訊科技總監辦公室推行的2008年數碼21資訊科技策略的其中一個重點計劃，銳意將香港打造成無線城市。香港政府WiFi通在指定的政府場地設置Wi-Fi，供予公眾免費接達互聯網。
香港政府在440個政府及公共場地安裝了約2,020個Wi-Fi接入點。WiFi服務覆蓋範圍包括公共圖書館、政府合署、體育中心、運動場、文化與康樂中心、就業中心、社區會堂、社區中心、公園及旅遊景點等等，並提供兩種無線連接方式（WPA2-Enterprise加密和非加密），公眾可按個人需要選擇適合的連接方式。

## 歷史
香港政府WiFi通最初只在30個政府場地推出，月使用人次在2008年有2萬人。2009年首11個月，香港政府WiFi通的使用量達502萬人次，比較2008年增加7倍。
2012年12月21日，新一代的香港政府WiFi通正式啟動，新規格採用最新的Wi-Fi技術標準IEEE 802.11n，數據傳輸速度由以往的54Mbps加速3倍至144Mbps，滲透範圍比較以往高出2倍；此外，支援網際網路通訊協定第6版，並且增加設置逾40個上網熱點。港府於未來5年將會動用約1億港元改善香港政府WiFi通，亦會定期檢討場地使用量及頻寬，增加速度。
為了推進香港資訊及通訊科技的發展步伐，香港政府於2013年9月18日就「數碼21」策略諮詢公眾至同年11月月底，為未來定下4個策略重點及一系列措施，包括建議額外增加香港政府WiFi通熱點10,000個，比較當前約3,200個熱點大幅度增加逾3倍，以擴大服務覆蓋至人流量較多的海濱長廊、主要公園、室外運動場、公立醫院等多人地方，以至千間官立及資助學校課室等。

## Wi-Fi.HK
「Wi-Fi.HK」同樣是香港特區政府資訊科技總監辦公室推出的計劃，自2014年起推出，在政府場地、旅遊點、部份私人場地等提供最少半小時的免費Wi-Fi接入。截至2017年全港共有超過1.98萬個Wi-Fi.HK熱點，未來2年計劃進一步增至3.4萬個。

## 服務質素
審計署在2013年發表的報告指出香港政府WiFi通的使用率偏低，約400個場地中有108個（27%）的日使用人數少於15人，部份場地每次WiFi連線的平均成本超過50港元。連線速度方面，戶外場地效率比戶內場地差，可能未達到政府資訊科技總監辦公室訂明的頻寬。

## 地點
參見已推出「香港政府WiFi通」的場地搜尋器 （页面存档备份，存于）

## 軼事
香港公共屋邨和屋苑的免費Wi-Fi由香港寬頻（Free Wi-Fi@HKBN）和電訊盈科（PCCW Wi-Fi）提供，不過並非香港政府WiFi通計劃的一部份。

## 外部連結
1. ↑  .   [2008-08-04]. （原始内容存档于2016-11-10）. （页面存档备份，存于）
2. ↑  億元政府wifi遜商營服務（明報，2011-2-6）
3. 1 2  政府Wi-Fi 提速增熱點 （页面存档备份，存于） 《明報》 2012年12月21日
4. ↑  每月用量超08全年（明報，2011-2-6）
5. ↑  政府WiFi通增40場地[]《，明報》 2012年12月21日
6. ↑  新一代「政府Wi Fi通」啟動 （页面存档备份，存于），《東方日報》 2012年12月22日
7. ↑  政府擬增萬個免費WiFi點 （页面存档备份，存于） 《星島日報》 2013年9月19日
8. ↑  公院無WiFi 市民不快 （页面存档备份，存于） 《東方日報》 2013年9月19日
9. ↑  . 香港01. 2017-08-17.
10. ↑  . 明報. 2013-04-17.[]
11. ↑  . 經濟日報. 2013-04-18  [2013-04-20]. （原始内容存档于2013-05-02）. （页面存档备份，存于）
12. ↑  . 文匯報. 2013-04-18  [2013-04-20]. （原始内容存档于2016-03-04）. （页面存档备份，存于）